# Liptovské Sliače
Liptovské Sliače (in ungherese Háromszlécs) è un comune della Slovacchia facente parte del distretto di Ružomberok, nella regione di Žilina.